# (2263) Shaanxi
(2263) Shaanxi (1978 UW1) est un astéroïde de la ceinture principale découvert le 30 octobre 1978 par l'observatoire de la Montagne Pourpre. Il est nommé d'après la province chinoise.